# Perittotresis leuconota
Perittotresis leuconota är en mångfotingart som beskrevs av Carl Graf Attems 1914. Perittotresis leuconota ingår i släktet Perittotresis och familjen orangeridubbelfotingar. Inga underarter finns listade i Catalogue of Life.